# Martin Delany
Martin Robison Delany, ameriški abolicionist, novinar, zdravnik, vojak in pisatelj, * 6. maj 1812, Charles Town, Virginija (zdaj Zahodna Virginija), ZDA, † 24. januar 1885, Wilberforce, Ohio, ZDA.
Šteje se za prvega zagovornika temnopoltega nacionalizma in mu zato pogosto pripisujejo vseafriški slogan »Africa for Africans« (Afrika za Afričane).

## Življenje
Delany se je rodil v Charles townu v Virginiji. Odraščal je v Chambersburgu in Pittsburghu v Pensilvaniji, kjer se je izšolal za zdravniškega pomočnika. Med epidemijo kolere v Pittsburghu 1833 ter kasneje 1854 je zdravil bolnike, medtem ko so številni zdravniki in prebivalci pobegnili iz mesta zaradi strahu pred okužbo.
Leta 1839 je potoval po Južni Ameriki, da bi se lahko pobližje srečal s suženjstvom. Nato je od leta 1847 dalje skupaj s Frederickom Douglassom sodeloval pri izdajanju protisuženjskega časopisa The North Star, ki je v New Yorku izhajal do junija 1851, ko se je združil  s časopisom Liberty Party Paper pod vodstvom Gerrita Smitha. Leta 1850 je Martin Delany postal eden izmed prvih treh temnopoltih moških, sprejetih na medicinsko šolo univerze Harvard, vendar so bili vsi že čez nekaj tednov razpuščeni zaradi nezadovoljstva in peticije belopoltih študentov. Zaradi tega dogodka so postali njegovi pogledi ekstremnejši in v svoji knjigi The Condition, Elevation, Emigration, and Destiny of the Colored People of the United States je trdil, da temnopolti ljudje v ZDA nimajo prihodnosti. Kot rešitev je predlagal ustanovitev nacije v Zahodni Afriki, zato je obiskal ameriško kolonijo Liberijo, ki jo je ustanovilo Ameriško kolonizacijsko društvo. Nekaj let je živel v Kanadi, ob začetku ameriške državljanske vojne pa se je vrnil v ZDA. Ko so bile leta 1863 ustanovljene čete Združenih držav Amerike barvnih polti, je novačil zanje. Delany, ki je bil februarja 1865 imenovan za majorja, je postal prvi afroameriški častnik na terenu v vojski Združenih držav.
Po državljanski vojni je odšel na jug in se naselil v Južni Karolini, kjer je delal v Freedmen's Bureau in postal politično aktiven tudi v gibanju Colored Conventions, ki je bil niz srečanj, na katerih so temnopolti vzpostavljali svoje vodstvo, ločeno od belopolte vlade ZDA. Za tem je Delany neuspešno kandidiral za namestnika guvernerja kot neodvisni republikanec. Imenovan je bil za sodnika, a so ga odstavili zaradi domnevnega ogoljufanja Cerkve. Kasneje je zamenjal svojo stranko, saj je začel delati za kampanjo demokrata Wadea Hamptona III., ki je leta 1876 zmagal na volitvah za guvernerja v času, ki ga je zaznamovalo nasilno zatiranje temnopoltih republikanskih volivcev s strani paravojaške skupine Red Shirts. Leta 1877 so temnopolti prebivalci iz Charlestona ustanovili Liberia Exodus Joint Stock Steamship Company, ki je načrtovala njihovo izselitev v Afriko. Delany je bil predsednik finančnega komiteja. Leta 1880 je moral od projekta odstopiti, saj sta dva izmed njegovih otrok potrebovala šolnino, zato se je v Charlestonu spet začel ukvarjati z medicino. 24. januarja 1885 je umrl v Wilberforceu (Ohio) zaradi tuberkuloze.

### Poroka in družina
Ko je živel v Pittsburghu, je leta 1843 spoznal Catherine A. Richards in se z njo poročil. Bila je hči uspešnega dobavitelja hrane, ki naj bi bila ena najbogatejših družin v mestu. Skupaj sta imela enajst otrok, od katerih jih je sedem preživelo do odraslosti. Starši so poudarjali izobrazbo, zaradi česar so nekateri njuni otroci dokončali celo fakulteto.

## Delo
Delany je s svojim delom močno spremenil pogled na temnopolte v ZDA. Že s svojima časopisoma The Mystery in The North Star je promoviral ideje vključevanja Afroameričanov v ameriško družbo, pozneje je pa to tudi demonstriral s tem, da se je vpisal na študij medicine. Zagovarjal je izselitev Afroameričanov nazaj v Afriko, kjer naj bi ustanovili kolonijo Črni Izrael na področju današnje Liberije. Srečal se je s predsednikom Abrahamom Lincolnom, kjer ga je uspešno prepričal, naj ustanovi temnopolto vojsko, ki ji je kasneje tudi poveljeval. Svoja prepričanja je izražal tudi v svojih številnih delih:
- The Condition, Elevation, Emigration and Destiny of the Colored People of the United States, Politically Considered, (1852)

- The Origins and Objects of Ancient Freemasonry: Its Introduction into the United States and Legitimacy among Colored Men (1853)

- Political Destiny of the Colored Race on the American Continent in Proceedings of the National Emigration Convention of Colored People Held at Cleveland, Ohio the 24th, 25th and 26th of August, 1854 (1854)

- Introduction to William Nesbitt, Introduction to Four Months in Liberia (1855)

- Blake, or the Huts of America, (1859–62), Part I (the only part Delany published);

- Martin Robison Delany, Official Report of the Niger Valley Exploring Party (1861)[13]

- University Pamphlets: A Series of Four Tracts on National Policy (1870)

- Principia of Ethnology: The Origin of Races and Color, with an Archaeological Compendium of Ethiopian and Egyptian Civilization (1879)

- Political Destiny of the Colored Race on the American Continent (1854)